# Дюжев, Виктор Иванович
Виктор Иванович Дюжев — советский хозяйственный, государственный и политический деятель, Герой Социалистического Труда.

## Биография
Родился в 1925 году в Москве. Член КПСС.
С 1942 года — на хозяйственной, общественной и политической работе. В 1942—1986 гг. — вальцовщик, старший вальцовщик Московского металлургического завода «Серп и молот» Министерства чёрной металлургии СССР.
Указом Президиума Верховного Совета СССР от 22 марта 1966 года за выдающиеся заслуги, достигнутые в развитии чёрной металлургии, присвоено звание Героя Социалистического Труда с вручением ордена Ленина и золотой медали «Серп и Молот».
Делегат XXIII съезда КПСС.
Умер в Москве в 2011 году.